# The Last American Virgin
The Last American Virgin (bra: O Último Americano Virgem) é um filme estadunidense de 1982, dos gêneros comédia dramática e amadurecimento, escrito e dirigido por Boaz Davidson. Estrelado por Lawrence Monoson, Diane Franklin, Steve Antin, Joe Rubbo e Louisa Moritz, o filme segue a história de um estudante do ensino médio de Los Angeles que, ao tentar perder a virgindade, se apaixona por uma de suas colegas de classe quando ela começa a namorar seu melhor amigo rebelde. Trata-se de um remake do filme israelense Esqimo Limon de 1978, também produzido e dirigido por Davidson.
Após o sucesso do filme original em Israel, Davidson voltou a trabalhar com os produtores Yoram Globus e Menahem Golan para tentar repetir o mesmo sucesso da história fazendo uma adaptação nos Estados Unidos. Embora o enredo e os personagens do filme original permanecessem praticamente os mesmos, o remake teve a ambientação alterada de Israel dos anos 1950 para o então subúrbio de Los Angeles dos anos 1980. A trilha sonora, uma faceta importante de ambos os filmes, também foi atualizada dos clássicos antigos do primeiro filme para um rock new wave mais contemporâneo.
Lançado em julho de 1982 nos cinemas americanos, The Last American Virgin recebeu críticas mistas dos críticos, com alguns notando seu retrato matizado de adolescentes e outros menosprezando-o por seu humor sexual grosseiro. Nos anos seguintes de seu lançamento, o filme passou a ser bastante lembrado pelo seu final infeliz, o que o ajudou a conquistar fãs cult.

## Enredo
No início dos anos 1980, em Los Angeles, o estudante do ensino médio Gary trabalha depois da escola como entregador de pizza em um lugar chamado Pink Pizza. Seus melhores amigos são Rick, um adolescente bastante mulherengo e promíscuo, e o obeso, mas confiante, David. Certa noite, enquanto estava em uma loja de refrigerantes, Gary avista Karen, uma linda nova aluna que acabou de se mudar para a região junto com sua nova melhor amiga, Rose, apaixonando por Karen à primeira vista. Depois Gary se encontra com Rick e David na mesma loja de refrigerantes e os três garotos atraem três garotas com a falsa promessa de lhes oferecer cocaína. Ao levá-las para a casa de Gary, os meninos oferecem um adoçante em pó como se fosse a droga para as meninas, que cheiram. Rick e David se preparam para fazer sexo com duas das garotas, deixando o tímido Gary sozinho com a gorda e desajeitada Millie. Enquanto Gary tenta cortar o sutiã de Millie com uma tesoura, seus pais chegam em casa, originando uma grande confusão onde os adolescentes são expulsos.
No vestiário da escola, no dia seguinte, Gary, Rick, David e outros alunos encontram seu colega Victor espionando o vestiário feminino através de um olho mágico e o provocam. Em resposta à intimidação, Victor afirma que tem um pênis maior do que todos eles, o que leva os meninos a fazerem um "concurso" onde medem o pênis ereto uns dos outros para ver qual deles é o maior.
Durante as várias aventuras sexuais dos amigos, um triângulo amoroso logo se desenvolve entre Gary, Rick e Karen. Na tentativa de se aproximar de Karen, Gary esvazia furtivamente os pneus da bicicleta dela e a oferece uma carona em seu carro da pizzaria para leva-la à escola; durante e após o passeio, ele faz várias tentativas de flertar a garota, embora gere notável indiferença dela. Naquela noite, Gary vai a uma festa na casa de David e fica arrasado ao encontrar Karen ficando com Rick; ele tenta afastá-la de seu amigo, mas ela o trata com total desinteresse. Gary então fica bêbado, se humilhando na frente de todos; ao voltar pra casa, ele constrange seus pais na frente das visitas por conta de sua condição de alcoolismo.
Um dia, Gary entrega pizza para Carmela, uma glamorosa mulher latina cujo marido marinheiro nunca está em casa, e ela diz a ele que "quer mais do que apenas pizza". Com muito medo de continuar sozinho, ele vai embora e chama seus amigos para que eles o acompanhem na casa dela; Carmela faz sexo com Rick e David, mas seu namorado Paco volta para casa no momento em que Gary está prestes a ter sua vez, o que os leva a fugir.
Para manter Rick e Karen separados, Gary e David convencem Rick a se juntar a eles com uma prostituta impaciente, conhecida por trabalhar em uma movimentada esquina de uma avenida no bairro. O "encontro" de Gary com ela torna-se estranho e desagradável para o jovem, fazendo-o vomitar logo após o programa. No dia seguinte, na escola, os três meninos percebem que contraíram piolhos-caranguejos e, depois de tentarem, sem sucesso, afogá-los em uma piscina pública, vão até uma farmácia onde são recebidos por um simpático funcionário de meia-idade que gentilmente os atende, apesar da vergonha dos garotos.
Eventualmente, depois que Karen e Rick fazem sexo, ela fica grávida e ele termina com ela insensivelmente. Enfurecido, Gary confronta Rick na biblioteca da escola e uma briga ocorre entre os dois, com Rick chamando Gary de ciumento e Gary afirmando que Rick é um canalha. Após ficar mais próximo da garota, Gary decide ajudar Karen a pagar um aborto vendendo a maior parte de seus bens e pedindo dinheiro emprestado ao seu chefe da pizzaria. Após o aborto, Gary e Karen passam o resto do fim de semana sozinhos na casa da falecida avó de Gary. Enquanto cuidava dela durante a sua recuperação da cirurgia, Gary diz a Karen que a ama sinceramente; Karen parece retribuir e os dois se beijam carinhosamente. Karen então convida Gary para sua festa de aniversário de dezoito anos que ocorrerá na semana seguinte. O garoto então junta mais alguns dólares e compra para Karen um medalhão de ouro gravado com seus nomes como presente de aniversário.
No entanto, quando Gary chega à festa de Karen durante à noite, seus sonhos de um romance duradouro com ela são destruídos quando ele flagra Karen beijando Rick (apesar de todo sofrimento que Rick fez Karen passar, e apesar da devoção e apoio de Gary, ela ainda o rejeitou para ficar com Rick). Gary sai da festa sem dizer uma palavra a nenhum dos dois, levando consigo o medalhão que ele ia dar a Karen; ele então dirige para casa sozinho, entristecido, com lágrimas escorrendo pelo rosto.

## Elenco
- Lawrence Monoson como Gary
- Diane Franklin como Karen
- Steve Antin como Rick
- Joe Rubbo como David
- Louisa Moritz como Carmela
- Brian Peck como Victor
- Kimmy Robertson como Rose
- Tessa Richarde como Brenda
- Winifred Freedman como Millie
- Gerri Idol como Roxanne
- Phil Rubenstein como Gino
- Roberto Rodriquez como Paco
- Harry Bugin como doutor da clínica abortista

## Produção
O filme foi dirigido por Boaz Davidson, sendo um remake de seu filme israelense de 1978 Esqimo Limon, que apresenta um enredo semelhante. Esqimo Limon foi produzido por Yoram Globus e Menahem Golan; a dupla, no final dos anos 70, adquiriu a distribuidora de filmes americana Cannon Films. Davidson, Globus e Golan desenvolveram o projeto, com Davidson reformulando alguns elementos da história para gerar interesse no público americano.
Davidson procurou intencionalmente atores adolescentes inexperientes para o elenco do filme, realizando audições de atores nas cidades de Nova York, Chicago e Los Angeles. Lawrence Monoson, que originalmente fez o teste para um papel menor, foi selecionado por Davidson para estrelar como Gary, derrotando outros duzentos atores que disputavam o papel. O filme marcou a estreia de vários atores, incluindo Joe Rubbo, Steve Anton, Kimmy Robertson e Winifred Freedman.
As filmagens tiveram início no final de 1981 em Los Angeles e Malibu. As instituições Birmingham High School e Reseda High School serviram como locações principais para as sequências escolares. Aproximadamente 70% do filme foi filmado com câmeras portáteis. As filmagens foram concluídas no início de 1982, com algumas fotografias adicionais ocorrendo na cidade de Nova York.

## Lançamento e recepção

### Comercial
The Last American Virgin estreou regionalmente em várias cidades dos Estados Unidos em 30 de julho de 1982. Estreou em Los Angeles em 24 de setembro de 1982 e na cidade de Nova York em 14 de janeiro de 1983.
O filme permaneceu em circulação nos cinemas por 21 semanas, com seu lançamento mais amplo abrangendo 158 cinemas. Em sua décima semana em cartaz, em outubro de 1982, o filme conseguiu alcançar o 11º lugar nas bilheterias dos Estados Unidos. No final de seu circuito, arrecadou um total de US$ 5.829.781 no mercado interno.

### Resposta da crítica
A crítica de cinema Candice Russell, do jornal Sun Sentinel, elogiou o filme como bem-humorado e distinto de outros filmes adolescentes da época como Porky's (1981) e Fast Times at Ridgemont High (1982), declarando: "A estranheza, a fragilidade e a paixão dos jovens são retratadas com uma honestidade incomum. Não há uma linha de diálogo paternalista ou falsa em todo o filme".
Linda Gross, do Los Angeles Times, reprovou o filme, achando seus momentos "desagradáveis e ofensivos", resumindo-o no geral como "contado de maneira convencional e crua". Eleanor Rigel, do The Atlanta Journal-Constitution, também sentiu que o filme era "desnecessariamente de mau gosto" e "desperdiça completamente um tema potencialmente interessante, embora tenha algumas atuações aceitáveis de seu elenco de novatos". A retratação de um aborto no filme também gerou controvérsia.
Respondendo às críticas que consideraram The Last American Virgin de mau gosto, o crítico Noel Murray do The A.V. Club comentou: "Realmente, a franqueza do filme o torna mais honesto do que seus descendentes de olhos sonhadores; até mesmo o tratamento superficial das meninas capta o ponto de vista de um adolescente infeliz".
Em um ensaio escrito um quarto de século após seu lançamento, o crítico Andy Selsberg observou que, ao contrário de outras comédias sexuais adolescentes da década de 1980, The Last American Virgin foi a única verdadeira o suficiente a ponto de mostrar um "personagem principal que não conquista a garota de seus sonhos no fim", enquanto todos os outros filmes do gênero tinham finais mais "otimistas". Em outra avaliação retrospectiva para o site MovieWeb, Evan Jacobs elogiou o filme por sua conclusão, declarando: "nada menos que um esmagador de alma, seu final é realmente o que faz de The Last American Virgin um filme especial: ele provoca os mesmos sentimentos, não importa quantas vezes você o assista, este filme 'supostamente descartável' (produzido pela azarada Cannon Films!) eleva-se ao nível da arte". Escrevendo para Birth.Movies.Death, Todd Gilchrist observa a conclusão do filme: "A primeira vez que você vê isso, é chocante, quase ridículo. Mas as exibições subsequentes do filme expõem o quão calculada e metódica é sua escalada ao longo de seu tempo, observando os adolescentes brincando de serem adultos, depois tendo que lidar com as reais consequências de suas ações e, finalmente, sendo confrontados pelas realidades emocionais de um mundo que pode e irá trair suas melhores intenções e desejos mais profundos".
De acordo com uma atualização de junho de 2023, The Last American Virgin possuía uma taxa de aprovação de 77% no agregador de críticas online Rotten Tomatoes com base em treze avaliações.

## Lançamento em outras mídias

### Home video
O filme foi lançado em VHS, Betamax e CED pela própria Cannon Films em 1983. No ano seguinte, foi lançado pela Guild Home Video no formato LaserDisc com trilha sonora estéreo digital.
Foi lançado pela primeira vez em DVD em 2003 através da MGM Home Entertainment. Anos depois, a Arrow Films lançou uma edição combinada nos formatos Blu-ray e DVD no Reino Unido em 2013, seguida por um lançamento em Blu-ray estadunidense em 2015 pela Olive Films. Em janeiro de 2023, a MVD Visual, em associação com a MGM, lançou uma nova edição especial em Blu-ray.

### Televisão
O filme estreou na televisão aberta brasileira em 18 de novembro de 1988 pelo canal SBT.

## Trilha sonora
| Lado 1 |                            |              |         |  |
| N.º    | Título                     | Artista(s)   | Duração |  |
| 1.     | "Teen Angel Eyes"          | Tommy Tutone | 3:30    |  |
| 2.     | "De Do Do Do, De Da Da Da" | The Police   | 4:07    |  |
| 3.     | "Whip It"                  | Devo         | 2:38    |  |
| 4.     | "When I Find You"          | Phil Seymour | 5:13    |  |
| 5.     | "Better Luck Next Time"    | Oingo Boingo | 3:30    |  |

| Lado 2 |                                    |                  |         |  |
| N.º    | Título                             | Artista(s)       | Duração |  |
| 6.     | "Are You Ready for the Sex Girls?" | Gleaming Spires  | 4:00    |  |
| 7.     | "Since You're Gone"                | The Cars         | 3:30    |  |
| 8.     | "I Know What Boys Like"            | The Waitresses   | 3:14    |  |
| 9.     | "Airwaves"                         | The Fortune Band | 3:46    |  |
| 10.    | "I Will Follow"                    | U2               | 3:34    |  |

Músicas adicionais do filme incluem:
- "In the Flesh" - Blondie
- "Oh No" - The Commodores
- "Open Arms" - Journey
- "Keep on Loving You" - REO Speedwagon
- "Just Once" - Quincy Jones feat. James Ingram
- "That's the Way (I Like It)" - KC and the Sunshine Band
- "Love Action (I Believe in Love)" - The Human League
- "Shake It Up" - The Cars
- "Besame Mucho & Granada"- Los Fabulosos 3 Paraguayos
- "It Aint Easy Comin' Down" - Charlene
- "Zero Hour" - The Plimsouls
- "España cañí" - The Dancing Brass

O lançamento japonês da trilha sonora em 1982 (feito pela Polydor Records) substituiu a faixa de Tommy Tutone pela gravação de "Love Action (I Believe in Love)" da banda The Human League. Embora "Just Once", que apareceu com destaque na cena final, não tenha sido incluída na trilha sonora, Ingram foi indicado para Melhor Performance Vocal Pop Masculina no Grammy Awards de 1982.
Em todos os lançamentos de DVD e Blu-ray, a pedido da própria banda, "Love Action" foi omitida e substituída por um uso repetido de "Whip It" do Devo em uma cena. O primeiro lançamento em VHS da Cannon manteve a música original na cena.